# Robert Lemaignen
Pour les articles homonymes, voir Lemaignen.
Robert Lemaignen, né le 15 mars 1893 à Blois et mort le 3 avril 1980 à Paris, est un militaire et chef d'entreprise français, commissaire européen (1958-1962).

## Biographie
Ancien élève de l'École spéciale militaire de Saint-Cyr (1912-1914), Lemaignen est officier de cavalerie puis capitaine aviateur durant la Grande Guerre. Il est attaché à la direction de l'aéronautique, chevalier de la Légion d'honneur et titulaire de la croix de guerre, au lendemain du conflit. 
Il fait un beau mariage en octobre 1919 : il épouse Yvonne de Nervo, fille du baron Léon de Nervo, administrateur-délégué de la Société Mokta El Hadid et administrateur de la Société des hauts fourneaux et des forges de Denain et d'Anzin. Son beau-père le pousse à quitter l'armée et à rejoindre des entreprises contrôlées par la famille de Nervo et ses alliés, et dont il est le président du conseil d'administration : Union commerciale de Bordeaux-Bassens, Ateliers de Bordeaux-Bassens. Il devient le secrétaire de direction de la Société commerciale d'affrètements et de commissions (SCAM), qui s'occupe de manutention maritime, d'affrètement et de commerce international.
Il sort de la Seconde Guerre mondiale avec la médaille de la résistance, mais aussi avec la réputation d'avoir fait partie avec son beau-père de la mythique Synarchie. Il s'impose comme l’un des « quatre leaders d’opinion du grand patronat colonial »: il est P-DG de la SCAM et de sa filiale la Société commerciale des ports africains de l’AOF (SOCOPAO), de 1941 à 1958, puis président de la société Optorg de 1962 à 1969. Il préside aussi la société générale des houilles et est administrateur de nombreuses firmes : la Banque de l'Afrique occidentale depuis décembre 1940, la Compagnie des Salins du Midi (1962), les anciens Ets Ch. Peyrissac et Cie (Bordeaux), la Société Mokta El Hadid, la société de l'annuaire Didot-Bottin, la Compagnie des docks et entrepôts du Havre. Il a été nommé par l'État administrateur d'Air France, jusqu'en 1958. 
Il est vice-président de la Chambre de commerce internationale de 1942 à 1958, et président de son comité de l'Afrique française, et membre à partir du 1er décembre 1950 de l'Académie des sciences d'outre-mer.
Il intègre le comité directeur du Conseil national du patronat français et est vice-président de sa commission des relations économiques internationales de 1950 à 1958. Il est le premier président en 1951 du Comité France-actuelle, lié au CNPF - il est d’ailleurs installé au siège du syndicat patronal, avenue Pierre Ier de Serbie à Paris -, fondé pour contrer la mauvaise image de la France. Ce comité diffuse aux États-Unis et en France des études destinées à renseigner les élites américaines sur le dynamisme de la France et de ses entreprises'. 
Il s'intéresse également à la construction européenne. Il prend part au Congrès de La Haye de 1948 et fait partie du comité français de la Ligue européenne de coopération économique (LECE). Il anime au CNPF une commission des affaires européennes à partir de 1956. Il est partisan de relations plus étroites entre l'Europe en construction et l'Afrique en voie de décolonisation : « C’est, il faut le rappeler, le CNPF qui prit l’initiative d’attirer l’attention du gouvernement sur l’impossibilité, pour la France, de s’engager dans une politique de Marché commun sans avoir réglé le problème de l’association des pays d’outre-mer, et non seulement des territoires d’outre-mer proprement dits, mais des pays de la zone franc tout entière. On a dû reconnaître qu’il y aurait un Marché commun comprenant les pays d’outre-mer, ou pas de Marché commun. C’est la position prise officiellement, d’une manière très ferme, par le gouvernement français », déclare-t-il en 1957. 
Il est nommé à l'un des deux postes de commissaire réservés à la France dans la toute nouvelle Commission européenne, de janvier 1958 à janvier 1962, lorsque le traité de Rome de 1957 instituant la Communauté économique européenne (CEE) entre en vigueur. L'autre poste est attribué à Robert Marjolin, haut fonctionnaire. Sa nomination a causé la surprise chez ses collègues du CNPF et dans les milieux politiques selon lui. Il reçoit le portefeuille des pays et territoires d'outre-mer, et gère donc, avec la Direction générale des pays d'outre-mer (DGVIII), la mise en place des fonds européens à destination des colonies et anciennes colonies françaises (FEDOM: fonds européen de développement pour l'outre-mer, devenu le Fonds européen de développement).
Il prend position par la suite pour « une Europe forte ». Il  critique en 1966 « l’Europe des patries » chère au général de Gaulle, car elle « ne débouche pas sur quelque chose de concret ». Selon lui, la construction « d’une Europe politique est inéluctable et indispensable à l’avenir de la France d’abord, et à notre civilisation ensuite ». Lemaignen avait dénoncé auparavant dans la presse « la manœuvre du gouvernement pour priver la commission de tout pouvoir ». L'année précédente, il avait critiqué la « politique de la chaise vide » menée par le gouvernement français. 
Il préside dans les années 1960 plusieurs groupements, comme « les élites africaines », une association fondée en février 1967, ou le Cercle franco-allemand, fondé en avril 1963, qui vise à développer à Paris des relations individuelles entre personnalités allemandes et françaises. Il reste membre de la LECE.

### Vie personnelle
Il est le père de Gérard Lemaignen, administrateur de sociétés, né en 1921.

## Publications
- Robert Lemaignen, Sisowath Youtevong et Léopold Sédar Senghor (préf. Tingitanus), La Communauté impériale française, Paris, Alsatia, coll. « Faits et idées », 1945, 136 p. (BNF 34198985)
- Robert Lemaignen, L'Europe au berceau : souvenirs d'un technocrate, Paris, Plon, 1964, 221 p. (BNF 33076098) (Lire le début dans Gallica)
- Robert Lemaignen, La Famille Lemaignen et ses parentés les plus proches, Paris, chez l'auteur, 1977, 154 p. (BNF 34591266)

## Sitographie
- Notices d'autorité :   - VIAF
  - ISNI
  - BnF (données)
  - IdRef
  - LCCN
  - GND
  - Pays-Bas
  - NUKAT
  - WorldCat
- Terre et ciel. Revue du personnel d'Air France , juillet 1948: biographie
- Photographies de Robert Lemaignen
- Site de l'Académie d'outre-mer: biographie